# Vivisección

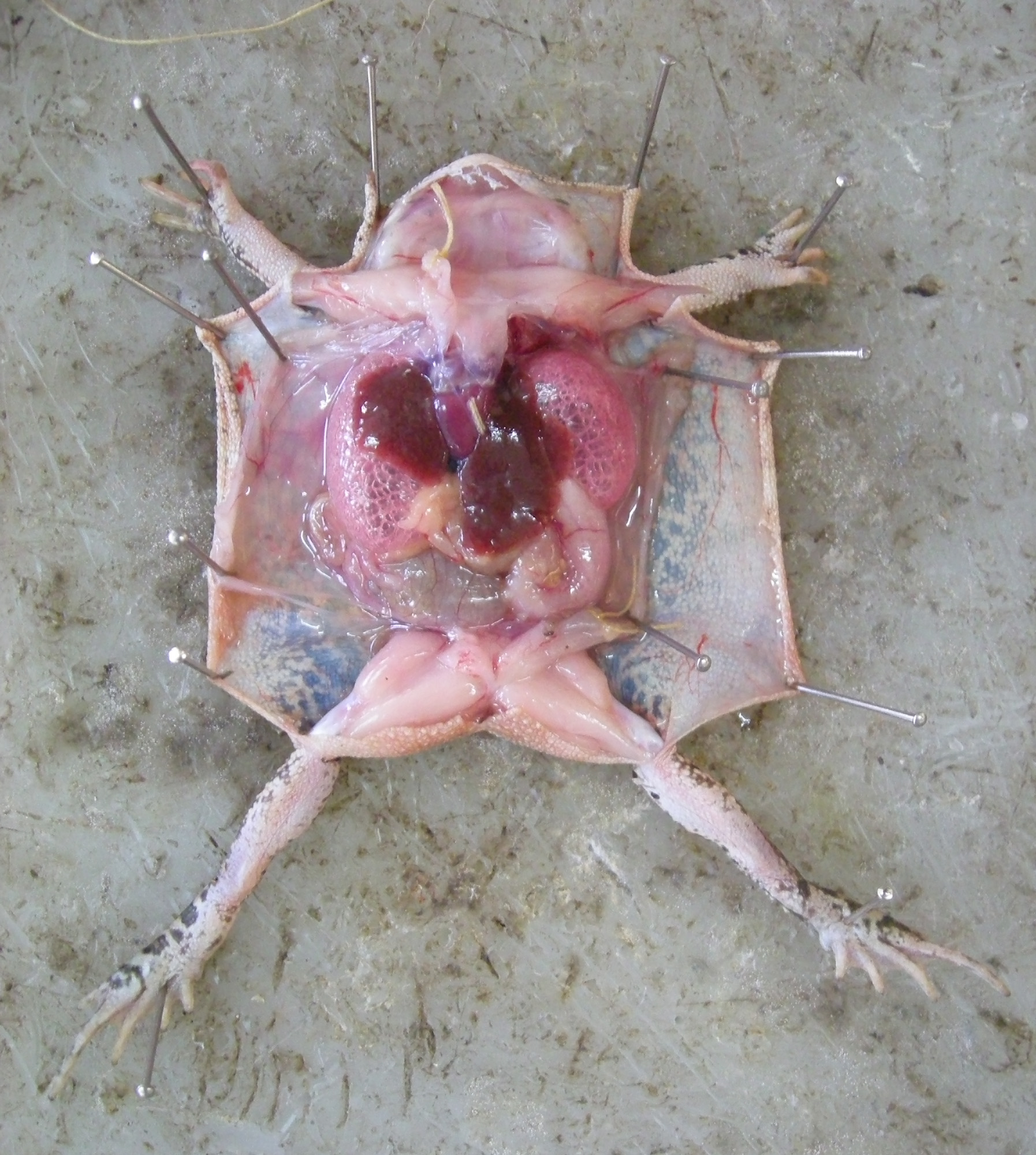
Una rana a la que se le ha practicado una vivisección.

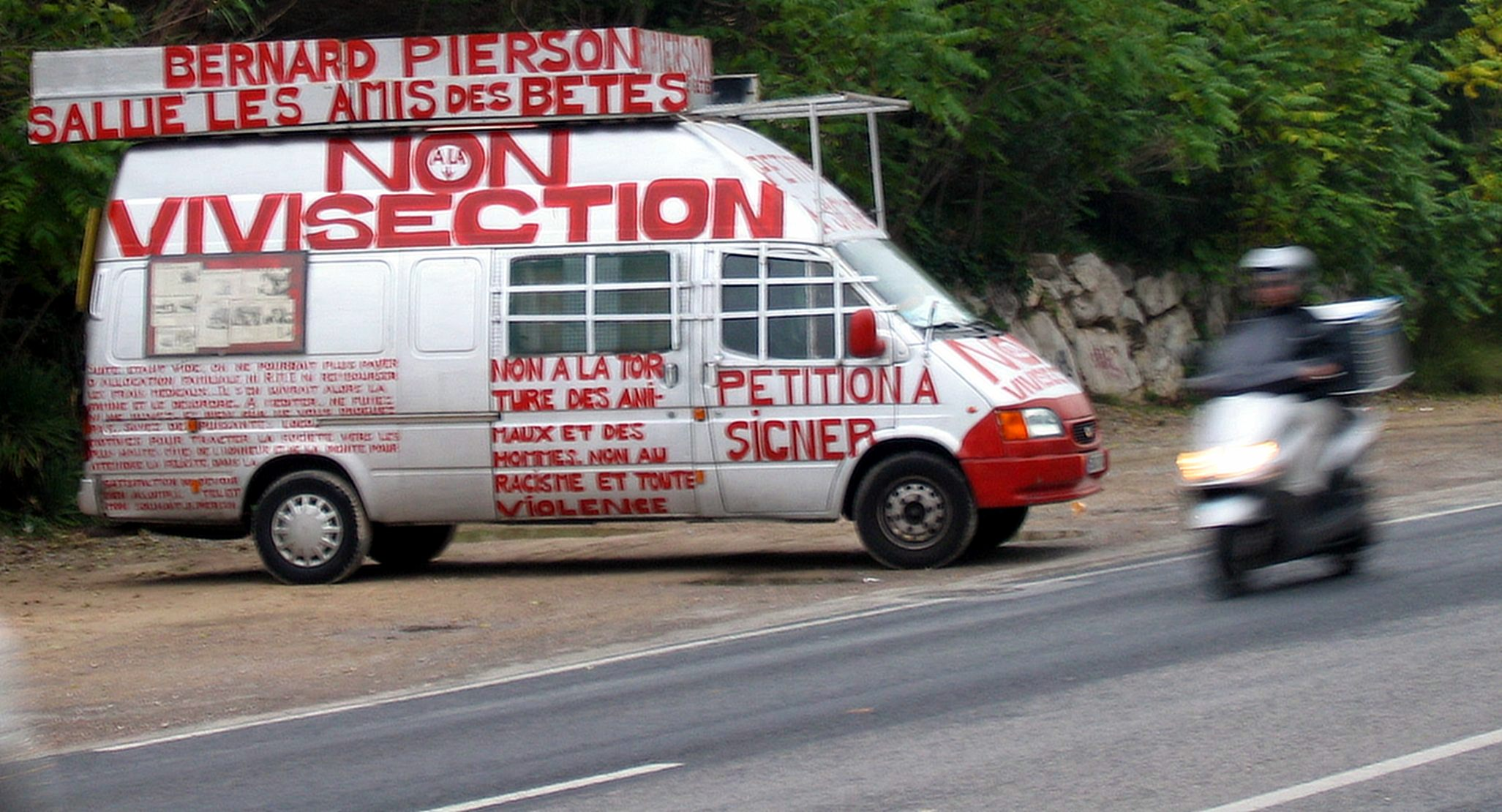
Activista contra la vivisección.

La vivisección (del latín vivus y sectĭo) es la disección de un animal aún vivo. Su objetivo es poder observar el funcionamiento de los órganos.

## Historia
A lo largo de la historia, la vivisección ha sido utilizada para la exploración científica de las estructuras anatómica y sus funciones, acabando en muchos casos con la vida de seres humanos y de animales de experimentación. Actualmente se continúa realizando esta práctica de estudio, pero de manera menos invasiva, todo ello con el propósito de lograr una mejor comprensión de la estructura y la función corporal.

## Polémica y condicionamientos éticos
Las organizaciones de defensa de los animales se oponen al uso de la vivisección en investigación, porque consideran que es una práctica cruel e innecesaria.
Aunque en el caso de la investigación médica es la práctica que más ha contribuido al progreso de la neuroanatomía, es indiscutible que causa sufrimiento en los sujetos. 
Actualmente existen controles para la investigación en animales, y se están empleando estrategias que eliminen el dolor o tienden a poder prescindir de animales vivos. En investigaciones con aplicación en seres humanos, se usan individuos virtuales que podrían simular la reacción a estímulos biológicos, físicos y químicos, de tal manera que ya no serían necesarios los ensayos con animales.
La distinción entre objetivos humanitarios y comerciales es fuente de polémica.